# Tauler de joc

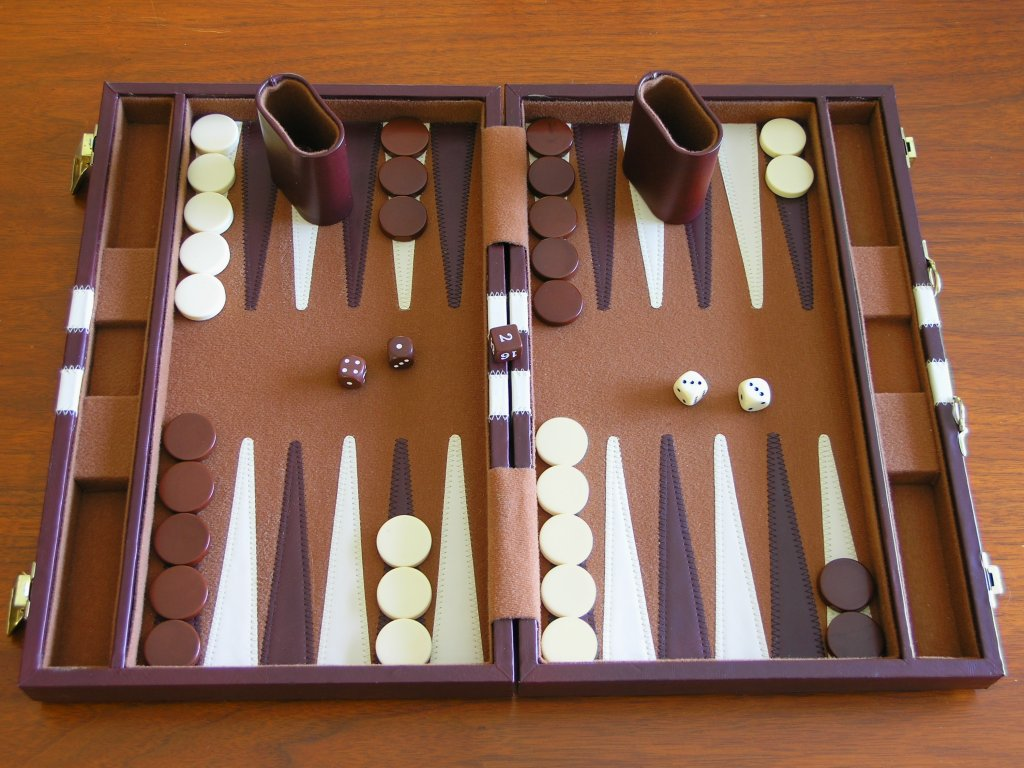
Tauler de backgammon amb fitxes, daus i gobelets

Un tauler de joc és la superfície, generalment de cartró o de fusta quadrada o rectangular, que s'utilitza en diversos jocs de taula marcant posicions per a les peces o fitxes del joc. El tauler indica els moviments possibles dins del seu reglament o interacciona de qualsevol altra manera amb el seu sistema de joc.
Existeixen diversos tipus de jocs de tauler: amb fitxes, com les dames o el backgammon, amb peces, com els escacs, i mixtes, com el Monopoly. Un tauler de joc específic és l'escaquer, usat per a jocs com les dames o els escacs. En mida natural poden ser l'escenari de representacions teatrals, com en els Escacs Vivents de Xàbia.